# Oleg Dmitrenko
Pour les articles homonymes, voir Dmitrenko.
Oleg Nikolaïevitch Dmitrenko (en russe : Олег Николаевич Дмитренко) est un joueur soviétique puis russe de volley-ball né le 19 septembre 1960 à Severskaïa (kraï de Krasnodar, alors en URSS). Il totalise 28 sélections en équipe de Russie.

## Clubs
| Club                | De        | À         |
| ------------------- | --------- | --------- |
| Dinamo Sotchi       | 1979-1980 | 1980-1981 |
| Iskra Odintsovo     | 1981-1982 | 1991-1992 |
| Post Telekom Berlin | 1992-1993 | 1992-1993 |

## Palmarès
- Championnat de la CEI
  - Finaliste : 1992
- Coupe de l'URSS (2)
  - Vainqueur : 1986, 1987